# Atholus myrmidon
Atholus myrmidon är en skalbaggsart som först beskrevs av Sylvain Auguste de Marseul 1861.  Atholus myrmidon ingår i släktet Atholus och familjen stumpbaggar. Inga underarter finns listade i Catalogue of Life.